# Aruwimi
Der Aruwimi, anfangs Ituri genannt, ist ein 1.287 km langer rechter Nebenfluss des Kongo in der Demokratischen Republik Kongo, Afrika.

## Verlauf

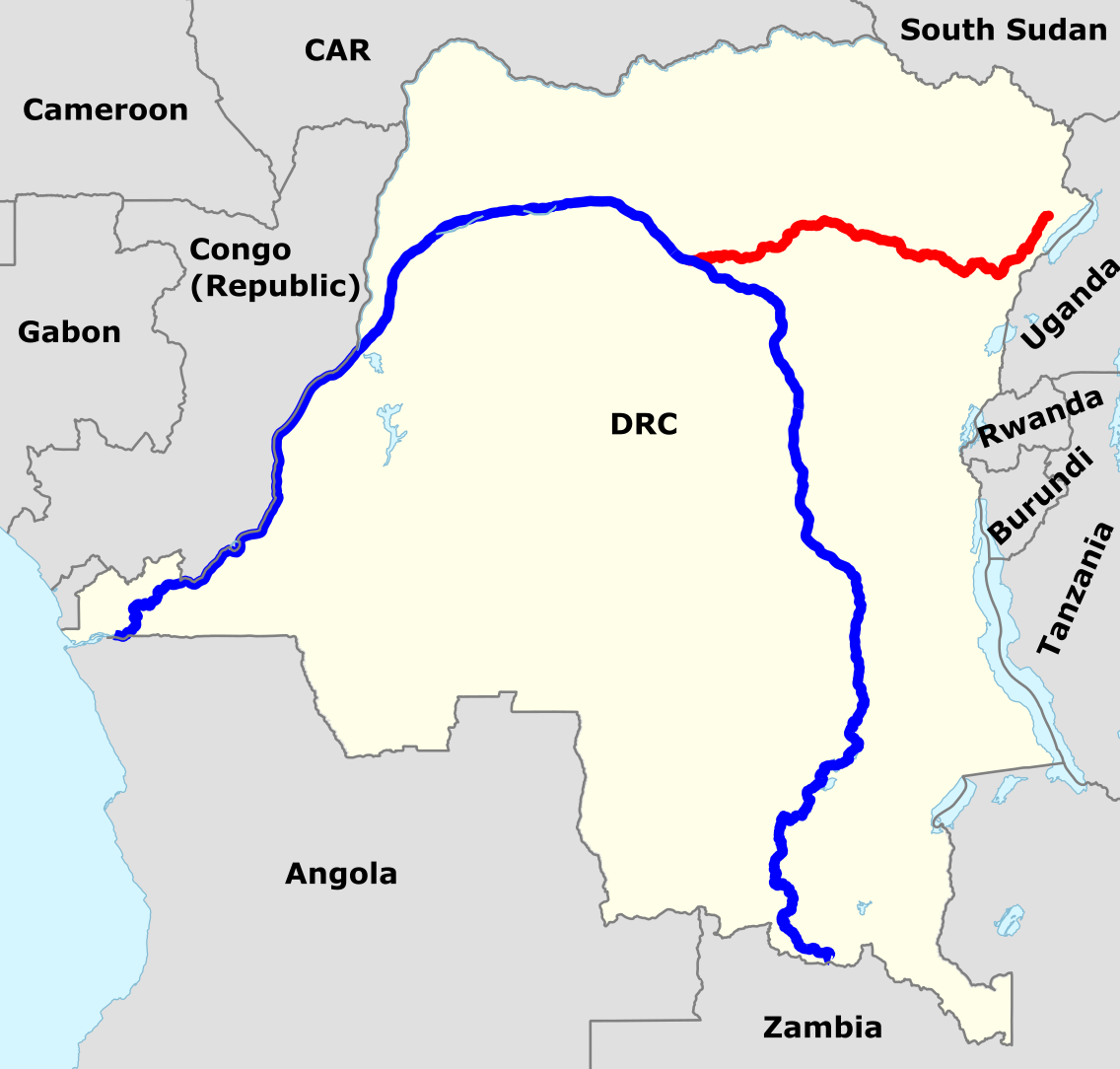
Der Kongo in blau und der Aruwimi in rot

Er entspringt als Ituri im Nordosten der DR Kongo in der Provinz Ituri. Von seiner Quelle, die sich westlich der Zentralafrikanischen Schwelle in den Nordwestausläufern des Blauen Gebirges befindet, fließt der Ituri entlang dieses Gebirges vorerst nach Süden. Danach knickt er nach Nordwest West ab und erreicht etwa 150 km weiter Bomili, an der Mündung des Nepoko. Ab dort wird er Aruwimi genannt. Bald darauf schwenkt er in südwest westliche Richtung um über 150 km weiter bei Basoko in den Kongo zu münden.